# Елизавета Ярославна
Елизавета Ярославна (Олисава, Эллисив, Эллисива (Ellisif), Элисабет (Elisabeth); 1025 (?) — 1066 или 1067) — вторая дочь (четвёртый ребёнок) в семье киевского князя Ярослава Мудрого и Ингегерды Шведской, супруга Харальда III Сигурдарсона (норвежского короля с 1046 по 1066 год) и королева Норвегии.

## Биография

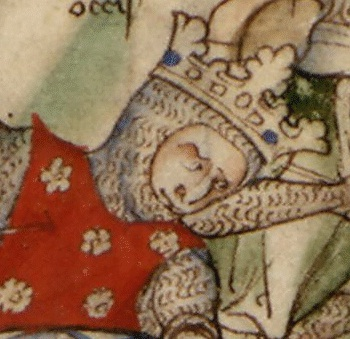
Муж Елизаветы — Харальд Суровый (позднейший портрет XIII века)

Елизавета выросла при княжеском дворе в Киеве, где получила хорошее образование. Зимой 1043/1044 года она вышла замуж за Харальда, младшего брата Олафа Святого, которого знала с 1029 года, когда тому было 15 лет, а ей четыре. Харальд долго и упорно добивался её руки у Ярослава Мудрого. Когда он впервые просил её руки, Ярослав посчитал его недостаточно богатым и знатным, и чтобы стать мужем Елизаветы, Харальд отправился завоевывать себе и богатство, и знатность. Он поступил на службу к византийскому императору, воевал в Африке, Сицилии и Палестине, получив много денег и славы. При этом он не забывал о Елизавете и свои чувства к ней в песнях-висах, которых он за годы скитаний написал 16. Вернувшись из странствий, Харальд получил руку Елизаветы, с которой сыграл пышную свадьбу.
В 1046 году Харальд стал королём Норвегии, они с Елизаветой переехали в его королевство. Елизавета родила ему двух дочерей — Марию и Ингигерд.
Однако уже в 1048 году Харальд взял себе вторую жену — Тору Торбергсдоттир, дочь влиятельного норвежского магната. Тора родит ему двух сыновей, которые станут потом правителями Норвегии:
- Магнус II Харальдссон (король в 1066—1069)
- Олаф III Тихий (король в 1066—1093)

25 сентября 1066 года при попытке завоевать Британию Харальд был убит в битве при Стамфордбридже. В последнем походе его сопровождали Елизавета и дочери, которых он оставил на Оркнейских островах. В «тот же день и тот же час», когда в Англии погиб конунг Харальд, как говорят саги, умерла его дочь Мария.
Елизавета с Ингигерд вернулись в Норвегию. Что стало потом с Елизаветой — неизвестно. Существовала версия, что она вышла замуж вторично — за датского короля Свена II Эстридссена, — но в настоящее время большинство историков её не поддерживают. Скорее всего, она поселилась у своего пасынка Олафа и умерла не позднее, чем через год после смерти мужа. Её дочь Ингигерд вышла замуж за датского короля Олафа Свейнссона и стала королевой Дании.

## Ономастические исследования
Согласно ономастическим данным, в Древней Руси вплоть до XIV века женское имя Елизавета в источниках нигде не зафиксировано. В то же время, в русском летописании не сохранились сведения о дочерях князя Ярослава, и все, что мы о них знаем, извлечено из иностранных сочинений, например, исландских саг или многотомной «Истории Польши» Яна Длугоша (XV век), а также подписей под их портретами в Софийском соборе в Киеве. Не исключено, что на самом деле дочь Ярослава, выданная замуж за норвежского короля Харальда Сурового, носила славянское имя Олисава (также не зафиксированное источниками), в Скандинавии превратившееся в «Эллисив».

## Елизавета в современных произведениях искусства
- Истории сватовства и брака Харальда и Елизаветы посвящена баллада Алексея Толстого «Песня о Гаральде и Ярославне».
- Является главной героиней исторической повести Елизаветы Дворецкой «Сокровище Харальда».
- Упоминается в киноромане Михаила Веллера «Жестокий».
- Елизавета — одна из главных персонажей романа Веры Хенриксен «Королевское зерцало».
- Эллисив посвящена песня «Black Butterfly» группы Leaves' Eyes.
- Песня «Dronning Ellisiv» датской исполнительницы Myrkur посвящена Елизавете[4].
- Елизавета — одна из героинь романа Анатолия Черченко «Вещая тропа Бояна». https://rusneb.ru/catalog/000199_000009_001148996/.
- 28 июля 2022 года Национальный банк Украины выпустил в оборот памятную монету номиналом 2 гривны, посвящённую Елизавете Ярославне[5].